# Jaap Bulder
Jacob „Jaap” Eisse Bulder (ur. 27 września 1896 w Groningen, zm. 30 kwietnia 1979 w Leiderdorp) – piłkarz holenderski grający na pozycji napastnika. W swojej karierze rozegrał 6 meczów i strzelił 6 goli w reprezentacji Holandii. Jego brat, Evert Bulder, także był piłkarzem i reprezentantem Holandii.

## Kariera klubowa
W swojej piłkarskiej karierze Bulder grał w klubie Be Quick 1887. Zadebiutował w nim w 1910 roku i zakończył w nim karierę w 1928 roku. W sezonie 1919/1920 wywalczył z Be Quick tytuł mistrza Holandii.

## Kariera reprezentacyjna
W reprezentacji Holandii Bulder zadebiutował 28 sierpnia 1920 roku w wygranym 3:0 meczu Igrzysk Olimpijskich w Antwerpii z Luksemburgiem i w debiucie strzelił gola. Na tych igrzyskach zdobył brązowy medal. Od 1920 do 1923 roku rozegrał w kadrze narodowej 6 meczów i zdobył w nich 6 bramek.